# PDLIM1
PDLIM1‏ (PDZ and LIM domain 1) هوَ بروتين يُشَفر بواسطة جين PDLIM1 في الإنسان.